# 卡尔帕索斯岛
卡尔帕索斯岛（希臘語：Κάρπαθος），希腊东南部爱琴海岛屿，为佐澤卡尼索斯群島中第2大岛。该岛面积300.15平方公里，为希腊第15大岛屿。该岛总人口在2011年為6,181。该岛与附近的薩里亞島及周边诸多小岛组成为南愛琴大區卡尔帕索斯-卡索斯英雄岛专区的卡尔帕索斯市镇。岛上的最大城镇及市镇的行政中心为卡尔帕索斯镇。该岛上保留了传统的希腊服饰、语言以及其他生活习俗。

## 交通
卡尔帕索斯岛南部有卡尔帕索斯机场。与邻岛之间的交通通过客船及小型飞机联系。